# Kirk Kerkorian
Kerkor "Kirk" Kerkorian (Fresno, 6 de junho de 1917 – Los Angeles, 15 de junho de 2015) foi um empresário norte-americano de origem armênia. Sua empresa Tracinda controla diversos ativos, incluindo o MGM Mirage. 

## Carreira
Ele foi o presidente e CEO da Tracinda Corporation, sua holding privada com sede em Beverly Hills, California. Kerkorian foi uma das figuras importantes na formação de Las Vegas e, com o arquiteto Martin Stern Jr., é descrito como o "pai do mega-resort". Ele construiu o maior hotel do mundo em Las Vegas três vezes: o International Hotel (inaugurado em 1969), o MGM Grand Hotel original (1973) e o atual MGM Grand (1993).  Ele comprou o estúdio de cinema Metro-Goldwyn-Mayer em 1969.
De ascendência armênia, Kerkorian doou mais de US$ 1 bilhão para caridade na Armênia por meio de sua Fundação Lincy, que foi criada em 1989 e particularmente focada em ajudar a reconstruir o norte da Armênia após o terremoto de 1988.  Kerkorian também forneceu dinheiro para garantir que um filme baseado na história do genocídio armênio fosse feito. O filme resultante, chamado The Promise, estreou em abril de 2017 nos Estados Unidos. Em 2000, a revista Time o nomeou o 10º maior doador dos EUA.  Kerkorian foi declarado cidadão honorário da Armênia. Ele recebeu o título de Herói Nacional da Armênia, a mais alta condecoração do Estado.